# Opération Valfajr 2
Guerre Iran-Irak
Batailles
- Opération Kaman 99
- Bataille de Khorramchahr
- Siège d'Abadan
- Opération Morvarid

- Bataille de Nasr
- Attaque sur H-3

- Opération Samen-ol-A'emeh
- Victoire Indéniable
- Beit ol-Moqaddas
- Ramadan

- Opération Anfal
- Valfajr 2
- Valfajr 6
- Badr
- 1re bataille d'Al Faw
- Kerbala 5 et 6
- Nasr 4

- Opération Nous nous en remettons à Dieu
- Opération Mersad

- Opération Sugar
- Opération Earnest Will
- Opération Prime Chance
- Opération Eager Glacier
- Incident de Bridgeton
- Opération Praying Mantis

- Opération Opéra (raid israélien)
- Incident de l’USS Stark
- Vol Iran Air 655

L’opération Valfajr-2 (Aube 2) est une opération militaire iranienne menée en juillet 1983 pendant la guerre Iran-Irak. Elle ouvre un nouveau front au Kurdistan irakien, connu sous le nom de « front nord », point faible de l'Irak malgré le soutien turc. 

## Prélude
Dans l'année qui précède l'opération, les combats entre Irakiens et Iraniens aboutissent à une guerre d'usure et à une impasse sur le front sud. Les troupes iraniennes lancent plusieurs assauts frontaux contre les positions irakiennes mais sont repoussées par les forces du 3e Corps irakien. Le gouvernement iranien parvient cependant à gagner l'appui des Kurdes et décide de porter la guerre au nord. L'objectif principal de l'opération est de prendre le village frontalier de Haj Omran, entouré par les montagnes. Les miliciens du Parti démocratique du Kurdistan offriront un soutien non négligeable aux Iraniens dans la réalisation de cet objectif de par leur connaissance du terrain.

## Déroulement de l'opération
Le 22 juillet 1983, les Iraniens pénètrent en Irak depuis Piranchahr et infligent une défaite cuisante aux Irakiens, s'emparant de Haj Omran. Les Iraniens et la guérilla kurde utilisent les crêtes élevées afin de tendre des embuscades aux soldats et convois irakiens. 390 km2 de territoire irakien est saisi par les forces iraniennes et leurs alliés.
L'Irak répond par une contre-offensive, lançant des assauts aéroportés et utilisant des armes chimiques pour la première fois depuis le déclenchement du conflit en 1980. Les troupes iraniennes retranchées dans Haj Omran sont exposées au gaz moutarde. Le terrain accidenté de la région empêche toutefois la progression des chars irakiens. L'utilisation d'hélicoptères de combat par les Irakiens se fait impossible en raison de l'équipement lourd que possède les Iraniens et les Kurdes. Ces facteurs ont conduit l'Irak à abandonner ce secteur.